# عز الدين الزنجاني
محمد عز الدين الحسيني الزنجاني رجل دين شيعي إيراني.

## سيرته
هو محمد عزّ الدين بن السيّد محمود بن السيّد أبي الفضائل الحسيني الزنجاني. ولد عام 1340 هـ/ 1 نوفمير 1921م في مدينة زنجان في إيران. بدأ بدراسة العلوم الدينية في مسقط رأسه، ثمّ سافر إلى قم لإكمال دراسته الحوزوية، وبعدها سافر إلى النجف، فأقام فيها مدّة قليلة، ثمّ رجع إلى زنجان. بعد عودته من العراق إلى زنجان بدأ بتدريس الفقه والأصول والتفسير والفلسفة والأخلاق والعرفان فيها، وبعد إبعاده إلى مشهد المقدسة عام 1393 هـ، وفرض الإقامة جبرياً عليه من قبل نظام الشاه. ومن تلامذته نجله السيد محمد عالم فاضل محاضر ومؤلف من أساتذة البحث الخارج والتفسير في حوزة زنجان ومشهد وإمام جماعة في مسجد السيد بزنجان.

## أساتذته
من اساتذته:
- أبوه السيّد محمود.
- حسين البروجردي.
- محمّد الحجّة الكوهكمري.
- صدر الدين الصدر.
- روح الله الخميني.
- شهاب الدين المرعشي النجفي.
- أحمد الخونساري.
- محمّد حسين الطباطبائي.
- حسين دين محمّدي الزنجاني.
- مهدي المازندراني.

## وفاته
توفي في 3 رجب عام 1434 هـ / 14 مايو 2013 في مشهد، وصلى عليه موسى الشبيري الزنجاني، ودفن بجوار مرقد علي الرضا.

## مؤلفاته
من مؤلّفاته:
- مطارحات حول معيار الشرك في الإسلام.
- الانتزاعات من القرآن الکريم.
- فيض العليم في شرح تُحفة الحکيم.
- جامع الأحكام.
- رسالة في حقيقة الإيمان.

ومن مؤلّفاته باللغة الفارسية:
- تفسير سورة حمد.
- مناسك حج.
- معیار شرك در قرآن.
- شرح خطبه حضرت زهرا.
- شرح زیارت عاشورا.
- شرح زیارت آل یاسین.
- راه رستگاری در أخلاق.
- تفسیر ترتیبی قرآن.
- شرح ونقد مثنوی معنوی.
- حاشیه بر اسفار ملّا صدرا.
- تصوّف ودر نهایت شرح نهج البلاغة.